# Charaxes jasius
La mariposa del madroño, bajá o cuatro colas (Charaxes jasius) es una especie de lepidóptero ditrisio de la familia Nymphalidae. Se encuentra ampliamente distribuida en toda el África subsahariana y también en las regiones del litoral mediterráneo y atlántico de la península ibérica, sur de Francia, Italia, Grecia, Albania, la costa dálmata, islas mediterráneas y norte de África, donde sus orugas se alimentan del árbol madroño, de donde le viene el nombre común. Es el único representante europeo del género Charaxes, que está constituido por numerosas especies de distribución africana tropical principalmente.

## Descripción

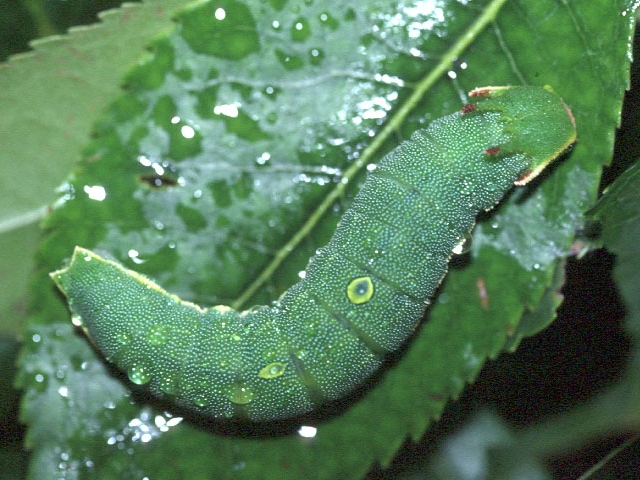
Larva de Charaxes jasius.

Las orugas de esta mariposa son alargadas, de color verde. Se caracterizan por unas seis protuberancias en la parte superior de la cabeza, similares a cuernos. La pupa también es de color verde. Los imagos  tienen la cabeza pequeña con grandes ojos y antenas de mediano tamaño, un tórax de color blanco, negro y marrón rojizo y un pequeño abdomen de color gris. La parte interior de las alas presenta franjas de color negro, naranja y amarillo. La parte exterior presenta dibujos complejos, alternando los colores blanco, negro, naranja y marrón rojizo, y con unos ocelos en las alas posteriores. Los machos alcanzan 65-75 mm de envergadura alar y las hembras 75-90 mm.

### Subespecies
- C. j. jasius (Sur de Europa, Norte de África)
- C. j. brunnescens Poulton, 1926 (Gabón, norte de Angola, República Centroafricana, suroeste de la República Democrática del Congo)
- C. j. epijasius Reiche, 1850 (Senegal, Gambia, Guinea-Bissau, Guinea, Malí, Sierra Leona, Liberia, Costa de Marfil, Burkina Faso, Ghana, Togo, Benín, Nigeria, Níger, Camerún, República Centroafricana, República Democrática del Congo, sur de Sudán, norte de Uganda, norte de Etiopía, Somalia, noroeste de Kenia)
- C. j. harrisoni Sharpe, 1904 (sudoeste de Uganda, sudoeste de Kenia, noroeste de Tanzania)
- C. j. pagenstecheri Poulton, 1926 (sur de Etiopía, Somalia)
- C. j. saturnus Butler, 1866 (este y noreste de Kenia, Tanzania, Malawi, centro y sur de la República Democrática del Congo, Angola, Zambia, Mozambique, Zimbabue, Botsuana, noreste de Namibia, Sudáfrica, Suazilandia)

## Ecología
Las larvas de las poblaciones africanas se alimentan de Sorghum roxburghii, Lonchocarpus cyanescens y especies de Cassine, mientras que las poblaciones mediterráneas lo hacen de Arbutus unedo en el medio natural. En entornos más antropizados se han indicado también como plantas nutricias varias especies del género Brachychiton, que son árboles exóticos utilizados en jardinería urbana, y ocasionalmente el naranjo. Los adultos se alimentan generalmente de los jugos de frutas maduras o podridas y también de lixiviados de excrementos y cadáveres en descomposición.

## Galería

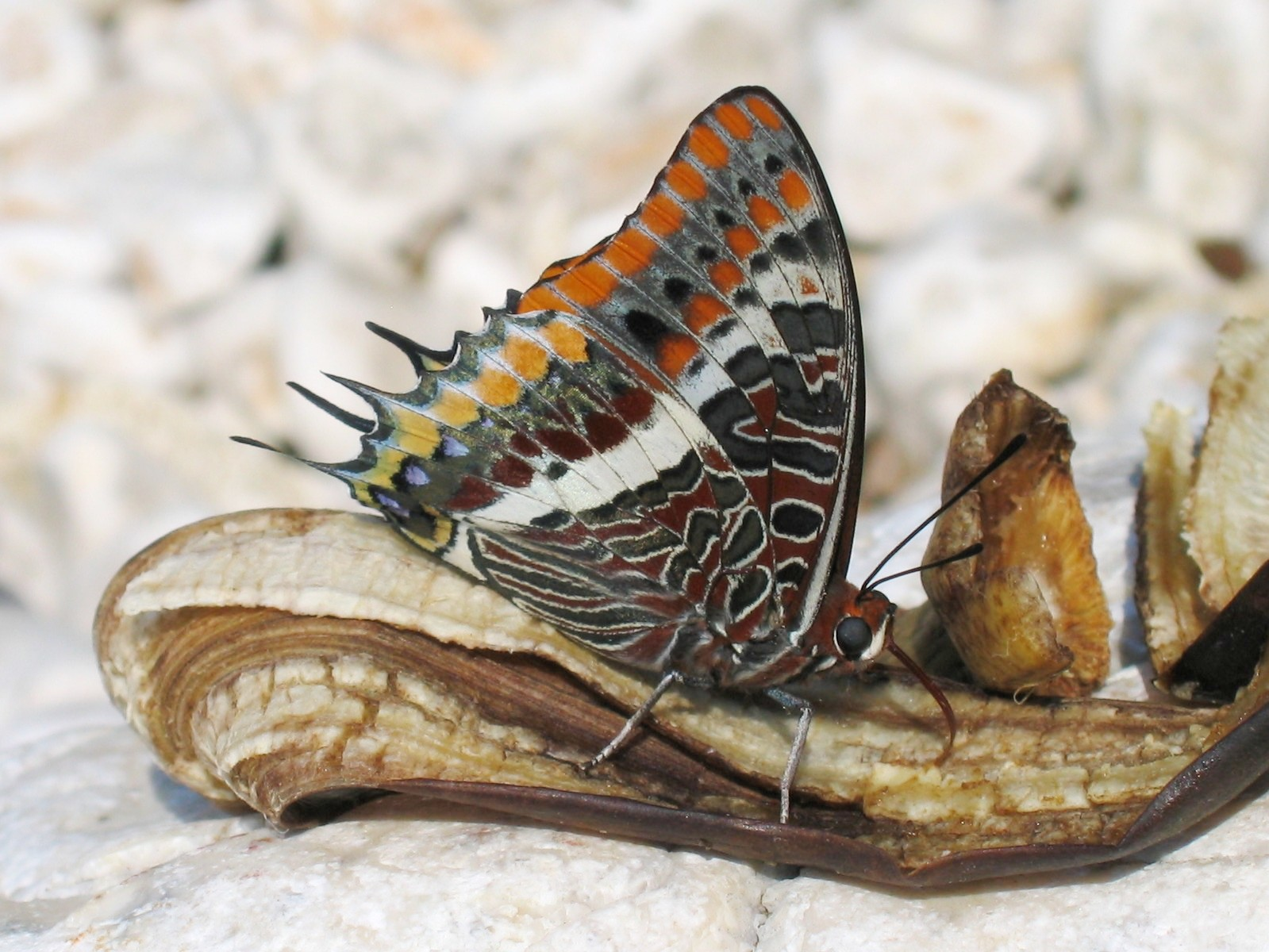
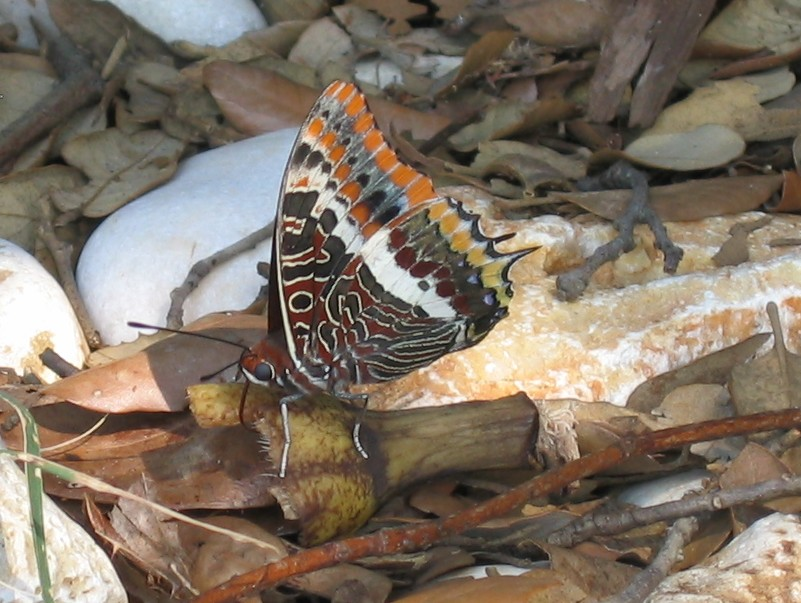
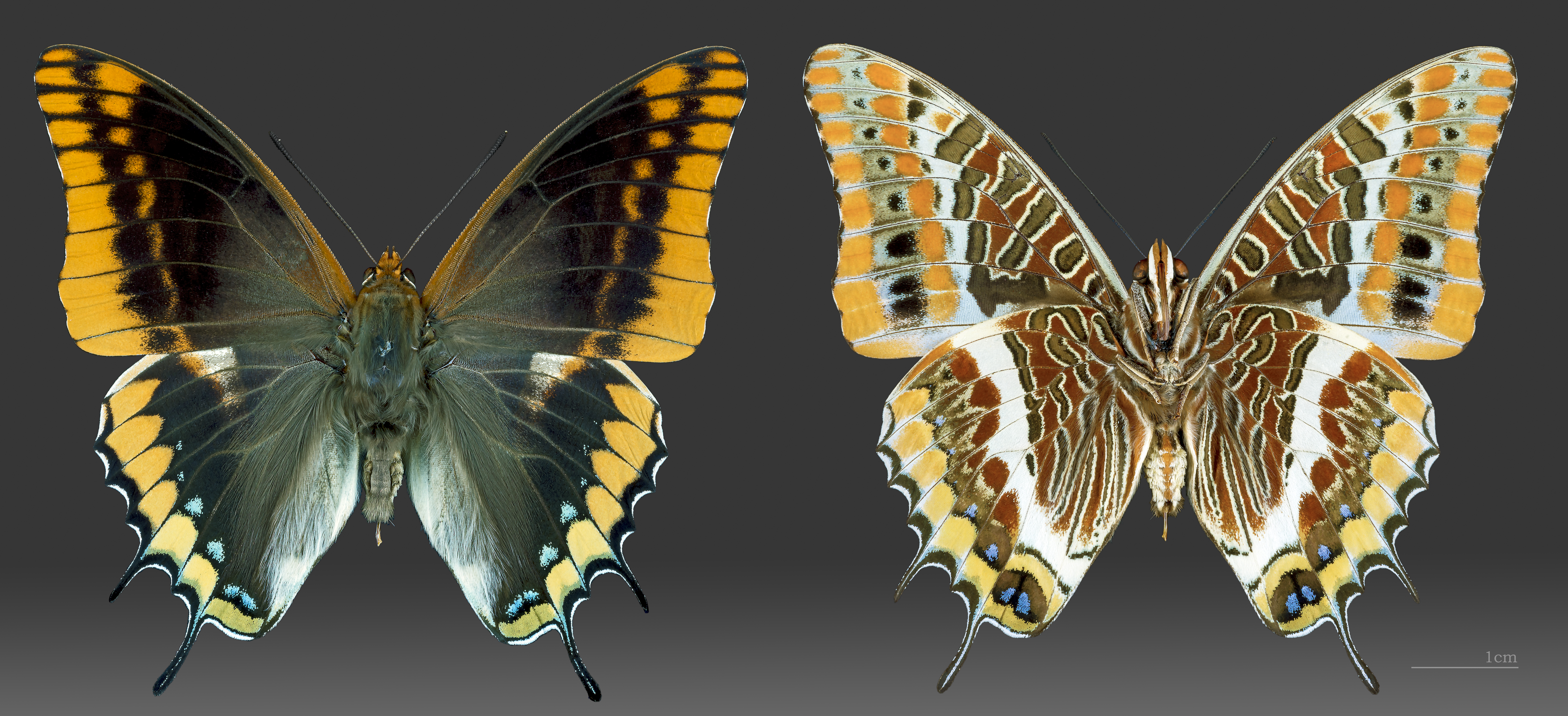
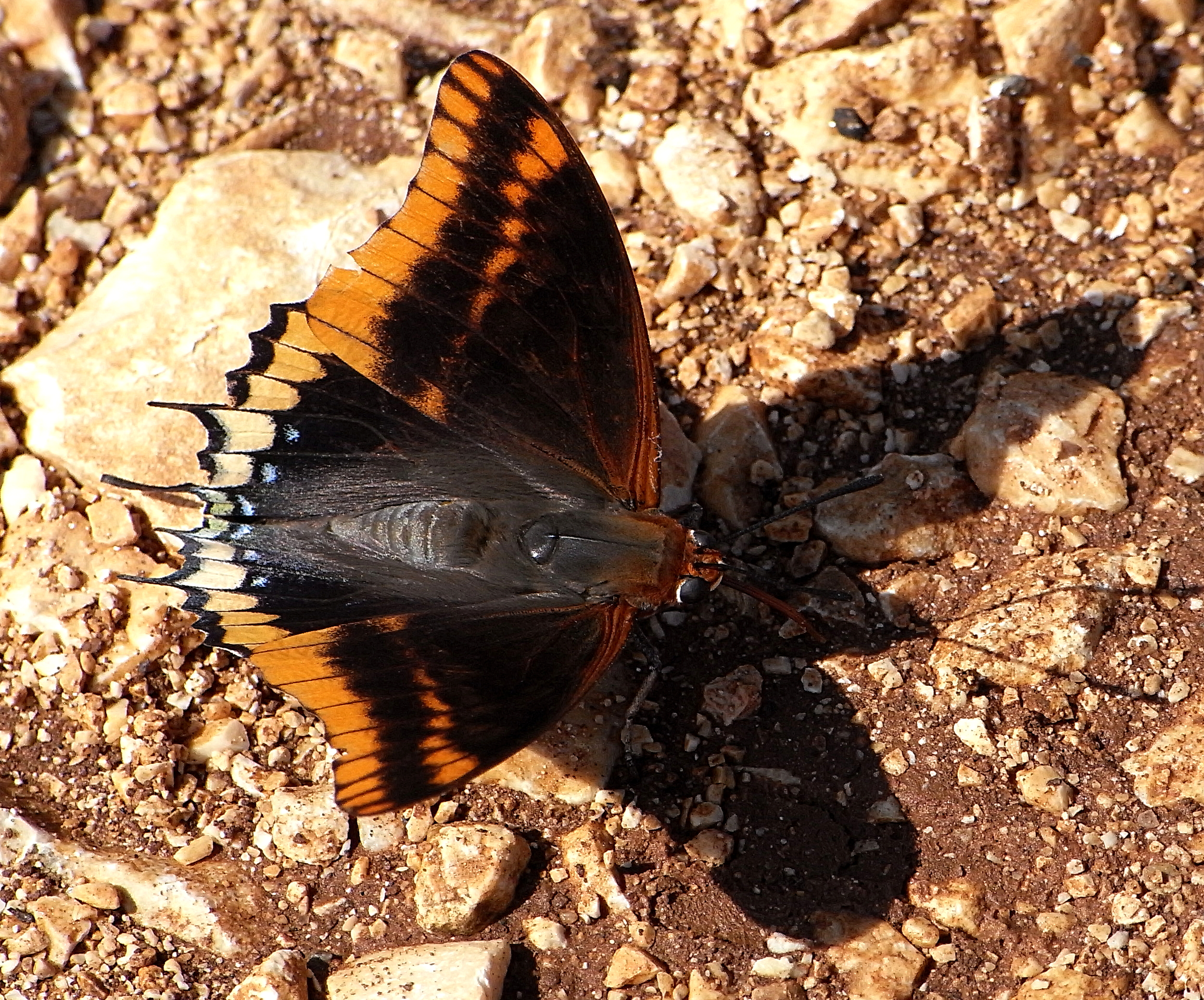
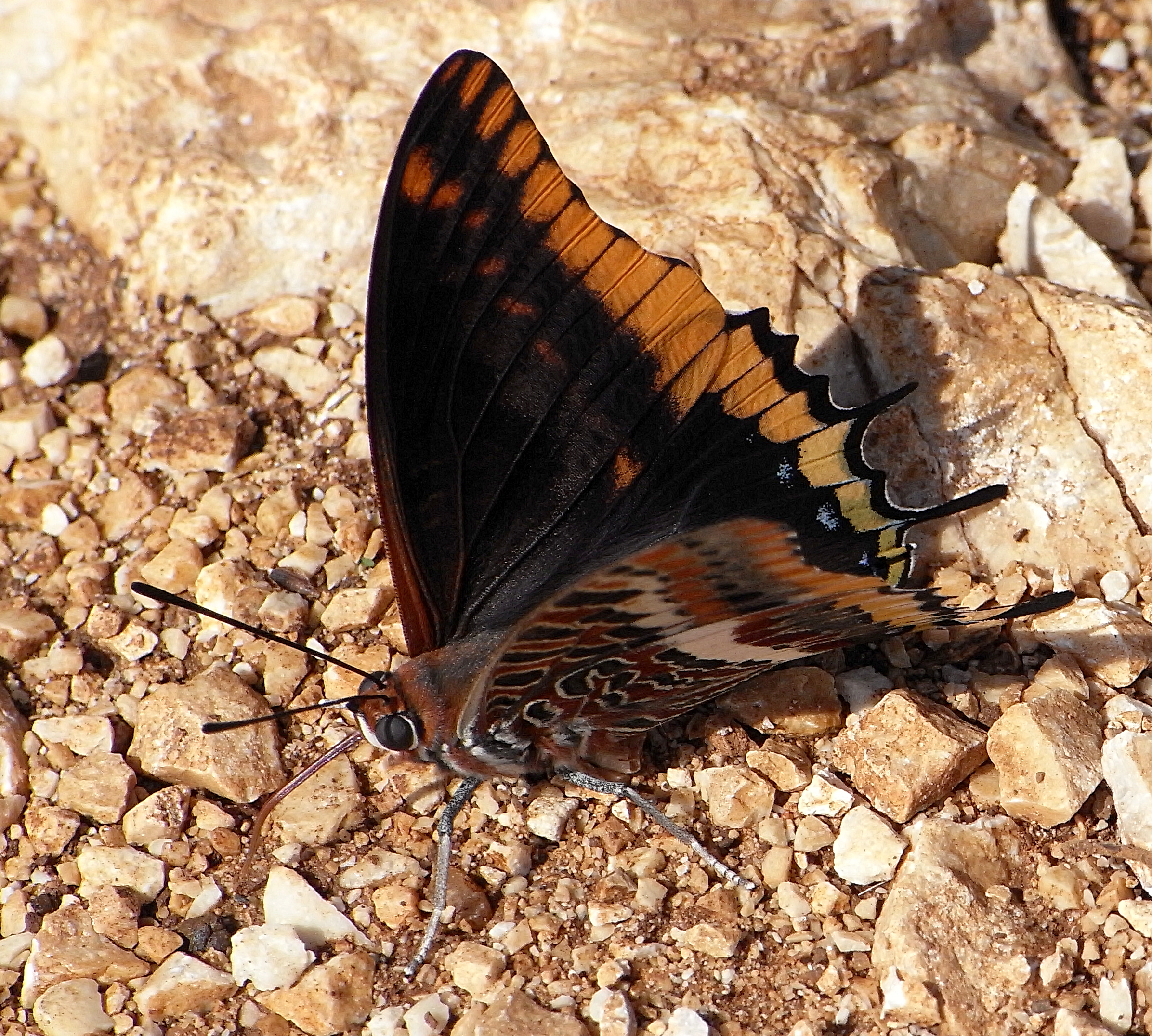
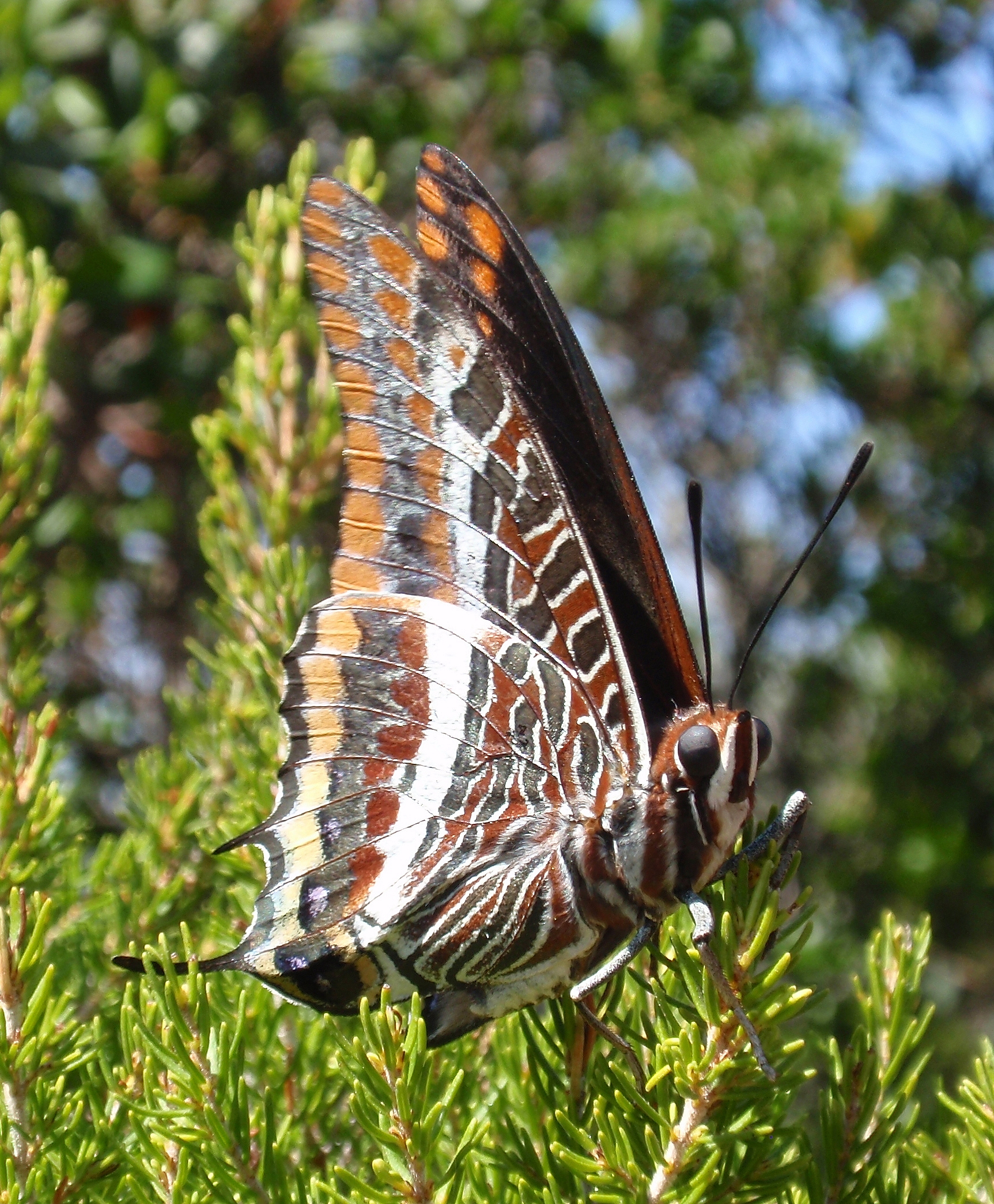
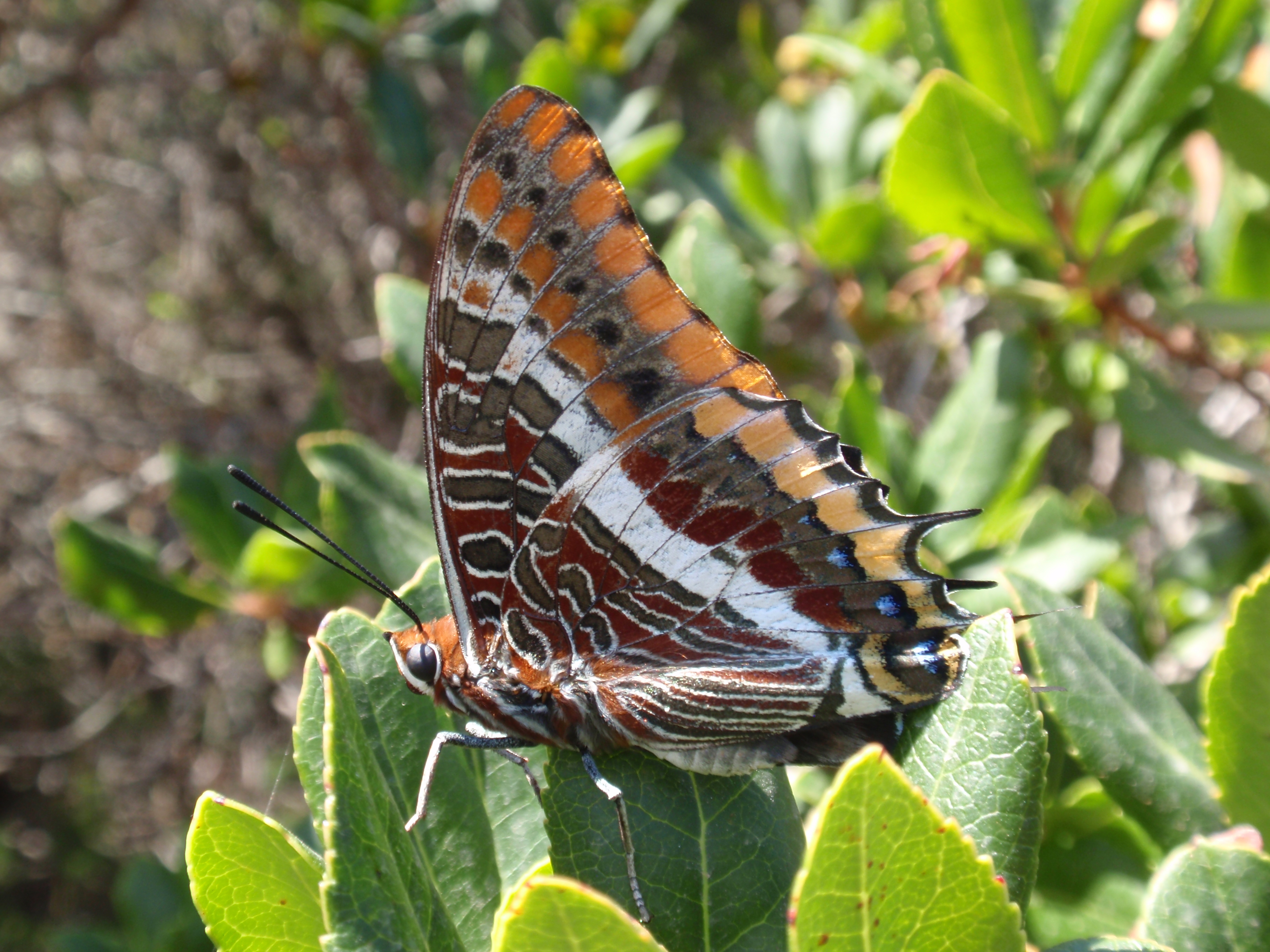
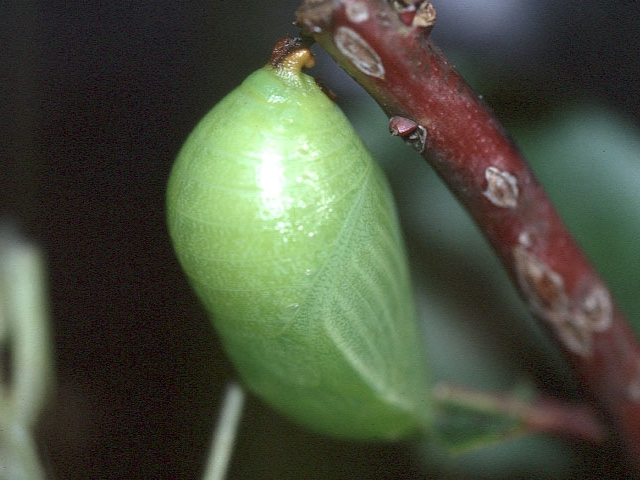
Pupa